# 関根麻衣子
関根 麻衣子（せきね まいこ、1985年11月21日 - ）は、神奈川県出身のバスケットボール選手である。ポジションはGF。三菱電機コアラーズ所属。

## 来歴
富岡高校から松蔭大学に進み、2005年、松蔭大学女子バスケットボール部のインカレ初優勝に貢献した。在学中、最優秀選手賞と得点王・3ポイント王・MIP賞を受賞。ユニバーシアード代表にも選出された。
卒業後、三菱電機に入社。1年目より全16試合スタメン出場を果たし、Wリーグ復帰に貢献。ルーキー・オブ・ザ・イヤーとベスト5に選ばれる。

## 経歴
- 富岡高校 - 松蔭大学 - 三菱電機（2008年〜）

## 日本代表歴
- 2007年夏季ユニバーシアード

## 受賞歴
- WJBL2008-09ルーキー・オブ・ザ・イヤー、ベスト5